# Cédric Kisamba
Cédric Kisamba (Kinshasa, República Democrática del Congo, 22 de enero de 1985), futbolista congoleño, naturalizado francés. Juega de volante y su actual equipo es el Les Herbiers VF.

## Clubes
| Club             | País         | Año       |
| ---------------- | ------------ | --------- |
| AJ Auxerre       | Francia      | 2001-2006 |
| LB Châteauroux   | Francia      | 2006-2007 |
| Stade Laval      | Francia      | 2007-2008 |
| AS Beauvais      | Francia      | 2008-2009 |
| Najran SC        | Arabia Saudí | 2009-2010 |
| Cultural Leonesa | España       | 2010-2012 |
| Les Herbiers VF  | Francia      | 2012-     |